# Remco Nehmelman
Remco Nehmelman (Utrecht, 15 maart 1971) is een Nederlands jurist en sinds 1 oktober 2018 griffier van de Eerste Kamer.
Nehmelman studeerde rechten aan de Universiteit Utrecht en was werkzaam bij het ministerie van Binnenlandse Zaken en Koninkrijksrelaties en als universitair (hoofd)docent staats- en bestuursrecht aan de Vrije Universiteit (2004-2008) en de Universiteit Utrecht (2008-2013). Per 1 januari 2014 werd hij profileringshoogleraar publiek organisatierecht, in het bijzonder waterbeheer, aan de Universiteit Utrecht. Per 1 september 2018 legde Nehmelman deze door de Stichting Schilthuisfonds gefinancierde leerstoel neer vanwege zijn benoeming tot griffier van de Eerste Kamer per 1 oktober. Op 2 oktober 2018 werd hij beëdigd.
Van 2015 tot 2018 was hij lid van de Kiesraad.
- International Standard Name Identifier: 0000 0000 3565 5948
- Library of Congress Control Number: n2004096334
- Nederlandse Thesaurus van Auteursnamen: 238947025
- Parlement.com: vkptapn78zyt
- Virtual International Authority File: 37978864
- WorldCat: E39PBJqk64ymfp3r7rybyC6h73